# Chrëschtlech-Sozial Vollekspartei
Die Chrëschtlech-Sozial Vollekspartei (deutsch Christlich-Soziale Volkspartei, französisch Parti Chrétien-Social), kurz CSV oder PCS, ist die mitgliederstärkste Partei in Luxemburg. Die konservative, christdemokratische und pro-europäische Partei ist Mitglied der Europäischen Volkspartei (EVP), der Zentristisch Demokratischen Internationale und der Internationalen Demokratischen Union.
In der Regierung Frieden-Bettel stellt sie den Premierminister und bildet die mit Abstand stärkste Partei. Luc Frieden ist seit November 2023 Premierminister Luxemburgs.

## Geschichte
Vorläuferin der CSV war die 1914 gegründete Rechtspartei (Rietspartei bzw. Parti de la droite). Diese entstand als konservative Gegenspielerin des 1908 gebildeten „Linksblocks“ (Lénksblock, Bloc des Gauches) aus Liberaler Liga und Sozialdemokraten, die den Einfluss der katholischen Kirche, vor allem im Schulwesen, zurückgedrängt hatte. Die Rechtspartei wurde bei der Wahl zur Verfassunggebenden Versammlung 1918 und bei allen Kammerwahlen von 1919 bis 1937 stärkste Kraft und stellte mit Léon Kauffman, Émile Reuter, Joseph Bech und Pierre Dupong die meisten Premierminister der Zwischenkriegszeit.
Nach der Befreiung Luxemburgs am Ende des Zweiten Weltkriegs bildete sich im Dezember 1944 die Luxemburger Christlich Soziale Volkspartei (luxemburgisch Lëtzebuerger Chrëschtlech Sozial Vollekspartei, frz. Parti chrétien social luxembourgeois), kurz LCV. Am 20. März 1945 bekam die Partei vom damaligen Parteivorsitzenden Émile Reuter (1874–1973) ihren heutigen Namen.
Bei der Parlamentswahl am 21. Oktober 1945 erhielt die CSV 25 von insgesamt 51 Sitzen im luxemburgischen Parlament. Seit ihrer Gründung wurde die CSV bei jeder Kammerwahl stärkste Kraft, aus ihren Reihen stammen alle luxemburgischen Premierminister – mit Ausnahme der Legislaturperioden 1974–1979 und 2013–2023. In der unmittelbaren Nachkriegszeit war sie Teil der Regierung vun der Nationaler Unioun mit Sozialisten, Liberalen und Kommunisten (1945–47). Dann folgten abwechselnd Koalitionen mit der liberalen DP (1947–1951, 1959–64, 1969–74, 1979–84, 1999–2004 und seit 2023) oder mit der sozialdemokratischen LSAP (1951–59, 1964–69, 1984–1999, 2004–13).

## Wahlergebnisse

### Parlamentswahl
| Jahr | %    | Sitze |
| ---- | ---- | ----- |
| 1945 | 44,7 | 25/51 |
| 1948 | 36,3 | 22/51 |
| 1951 | 42,1 | 21/52 |
| 1954 | 45,2 | 26/52 |
| 1959 | 38,9 | 21/52 |
| 1964 | 35,7 | 22/56 |
| 1968 | 37,5 | 21/56 |
| 1974 | 29,9 | 18/59 |
| 1979 | 36,4 | 24/59 |
| 1984 | 36,7 | 25/64 |
| 1989 | 32,4 | 22/60 |
| 1994 | 30,3 | 21/60 |
| 1999 | 30,1 | 19/60 |
| 2004 | 36,1 | 24/60 |
| 2009 | 38,0 | 26/60 |
| 2013 | 33,7 | 23/60 |
| 2018 | 28,3 | 21/60 |
| 2023 | 29,2 | 21/60 |

### Europawahlen
| Jahr | %    | Sitze |
| ---- | ---- | ----- |
| 1979 | 36,1 | 3/6   |
| 1984 | 34,9 | 3/6   |
| 1989 | 34,9 | 3/6   |
| 1994 | 31,5 | 2/6   |
| 1999 | 31,7 | 2/6   |
| 2004 | 37,1 | 3/6   |
| 2009 | 31,3 | 3/6   |
| 2014 | 37,7 | 3/6   |
| 2019 | 21,1 | 2/6   |
| 2024 | 22,9 | 2/6   |

## Parteipräsidenten

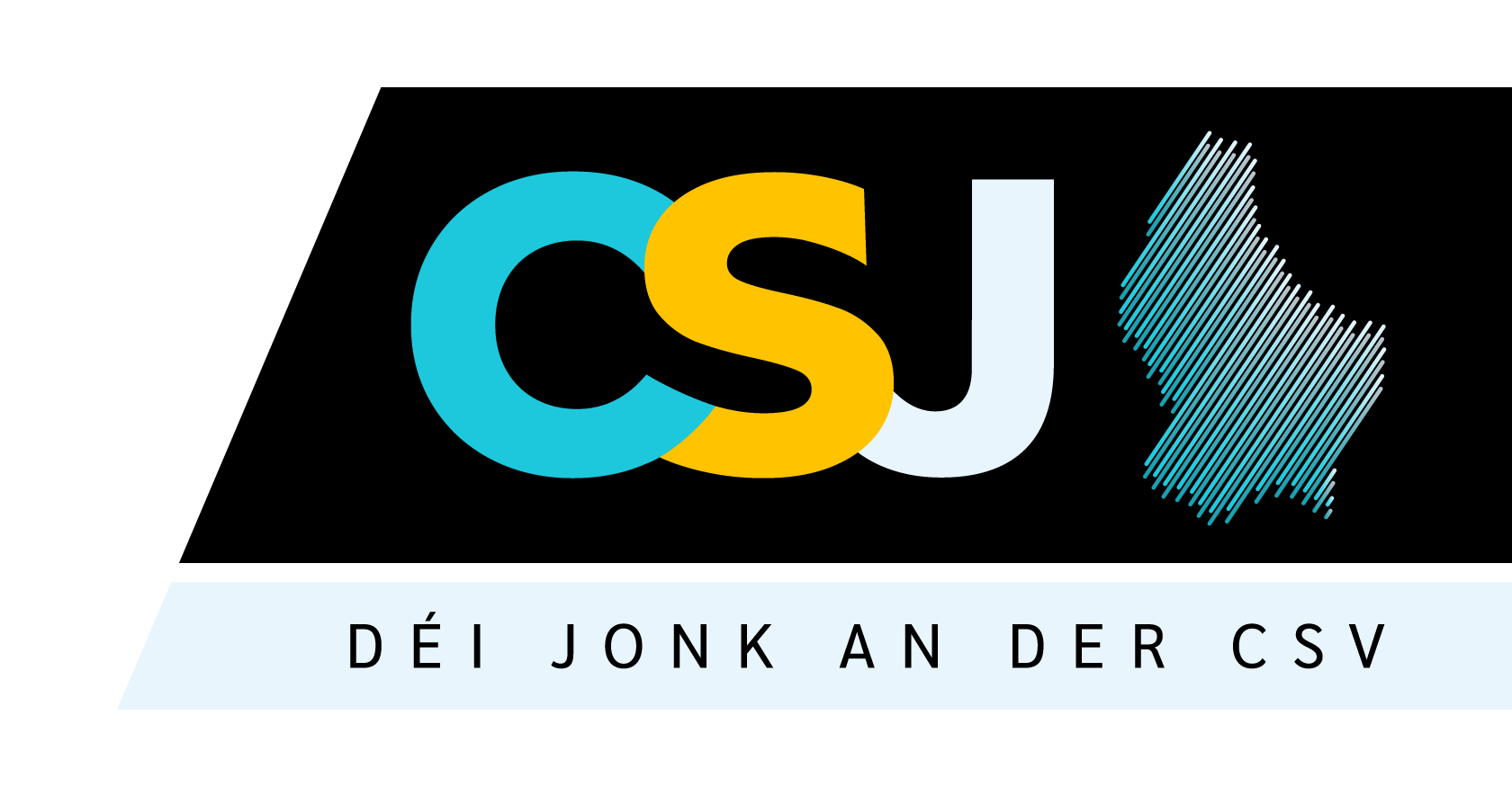
Logo der Jugendorganisation CSJ

1. 1945–1964 Émile Reuter
2. 1964–1965 Tony Biever
3. 1965–1972 Jean Dupong
4. 1972–1974 Nicolas Mosar
5. 1974–1982 Jacques Santer
6. 1982–1990 Jean Spautz
7. 1990–1995 Jean-Claude Juncker
8. 1995–2004 Erna Hennicot-Schoepges
9. 2004–2009 François Biltgen
10. 2009–2014 Michel Wolter
11. 2014–2019 Marc Spautz
12. 2019–2021 Frank Engel
13. 2021–2023 Claude Wiseler
14. 2022–2024 Elisabeth Margue
15. seit 2024 Luc Frieden

## Regierungsmitglieder
| Regierungsmitglied | Funktion |
| ------------------ | --- |
| Luc Frieden        | Premierminister |
| Martine Hansen     | Ministerin für Landwirtschaft, Ernährung und Weinbau; Ministerin für Verbraucherschutz                                                                       |
| Gilles Roth        | Minister der Finanzen |
| Martine Deprez     | Ministerin für Gesundheit und soziale Sicherheit |
| Léon Gloden        | Minister für innere Angelegenheiten |
| Georges Mischo     | Minister für Sport; Minister für Arbeit |
| Serge Wilmes       | Minister für Umwelt, Klima und Biodiversität; Minister für den öffentlichen Dienst                                                                           |
| Elisabeth Margue   | Ministerin der Justiz; beigeordnete Ministerin, zuständig für Medien und Konnektivität; beigeordnete Ministerin, zuständig für die Beziehungen zum Parlament |

## Bedeutende Mitglieder
- Joseph Bech, gilt als einer der Gründerväter der Europäischen Gemeinschaften
- Pierre Werner, leitete den ersten Versuch der Gründung einer europäischen Währungsunion ein (Werner-Plan)
- Jacques Santer, 1995–1999 Präsident der Europäischen Kommission
- Jean-Claude Juncker, 1995–2013 Premierminister von Luxemburg, 2014–2019 Präsident der Europäischen Kommission